# Glacier
Glacier (engl. Gletscher) war eine Hamburger Rockband, die sich aus (Ex-)Mitgliedern anderer Bands zusammensetzte. So war Catharina Ruess auch Mitglied der Band Peeptoes, Stefan Nielsen bei Tigerbeat, Rick McPhail als Tocotronic-Zukömmling an der Gitarre bekannt und Benny Ruess Ex-Mitglied von Les Garcons. Sunny Vollherbst war auch für den Sound verschiedener Hamburger Indie-Bands wie Tocotronic, Blumfeld und Jochen Distelmeyer verantwortlich.

## Geschichte
2006 erschien ihr Debüt- und Konzeptalbum A Sunny Place for Shady People beim Label Staatsakt. Es ist inhaltlich von einem eher nihilistischem Charakter geprägt, der aber von sehr eingängigen Melodien getragen wird.
Ende September 2010 erschien das Album Above and Beside Me als Gratis-Download im Internet. Der Gruppe war es gelungen, den ehemaligen Gladbecker Geiselgangster Hans-Jürgen Rösner für die Pressearbeit zu gewinnen. Dieser kündigte aus der Haft heraus an, die Band auf den Titelseiten aller maßgeblichen Musikmagazine zu platzieren. Rösner wörtlich: „Wenn die Füllerfatzkes nicht spuren, dann knallt es.“
Glacier wurde offiziell nie aufgelöst, in einem Interview bezeichnete McPhail, seit 2014 mit der Band Mint Mind tätig, Glacier als „mein vorheriges Projekt“.

## Stil
Sie zeichnen sich durch einen eher unzeitgemäßen, von Bands wie ELO, Pink Floyd und Spiritualized sowie auch Sonic Youth, Radiohead oder Pulp beeinflussten Stil aus, der ebenso Walls of Sound bereithält wie der sonoren Stimme von Rick McPhail einen Anklang von Melancholie verdankt.

## Diskografie
- 2006: A Sunny Place for Shady People (Staatsakt)
- 2011: Above and Beside Me (kein Label)